# 玉山東峰
玉山東峰是台灣最高峰玉山東側的副峰，標高3,869公尺，日治時期名為東山、新高東山、臺東新高、蕃薯寮新高，山體岩壁崢嶸，巍峨險要，台灣登山家邢天正稱其為天壘峰，為台灣百岳排名第三的高峰，也是台灣百岳名峰中的「十峻」之首，玉山群峰中除主峰外最高的山峰，位在玉山主峰東側一公里處，在南投縣信義鄉東埔村與高雄市桃源區梅山里之間，玉山國家公園園區內。其與主峰相連的山稜北坡為高屏溪主流荖濃溪發源地，由此向東流下到八通關，轉往南流下，在此峰北側、東側環繞，續在玉山山脈南段與東側的中央山脈之間往南偏西流下。

## 首登
日治時1896年，林圯埔（今南投縣竹山鎮）撫墾署長齋藤音作與帝国大学農科大学助教授本多静六組成由軍隊武裝護衛的28人科學考察團，於1896年11月13日由林圯埔出發，經由阿里山北側的森林、東埔、八通關等地攀登台灣最高山，齋藤於21日登頂，以氣壓計量得海拔超過四千公尺，埋旗山頂為證，28日原路返回林圯埔，下山後並奏函台灣總督乃木希典，轉奏明治天皇頒令將玉山改名為新高山。1898年12月26日，德國探險家史德培博士攀登玉山時發現齋藤所埋的日本國旗並非在玉山山頂，證實齋藤氏所登頂的山頭並非玉山最高峰，而是最難攀登的玉山東峰。史德培博士據此稱玉山東峰為齋藤峰（齋藤岳）:89-92 ，但此稱未被廣泛採用。
玉山東峰北側緊臨荖濃溪源頭溪谷突然垂直拔高最為高聳陡峭的這一面岩壁，也就是玉山東峰北壁，首次有記錄的攀登，是由當時為大學生的日本博物學家鹿野忠雄、駐新高駐在所警官、東埔社布農嚮導馬其里等三人在1931年8月29日，由新高駐在所出發成功攀登玉山東峰北壁的東北岩溝。
玉山東峰北壁是台灣高山少見的幾處技術攀登岩場，戰後首次有記錄的技術路線攀登，是由攀岩者俱樂部林克孝、黃立德、施志平、吳玉忠、陳平餘等五人繩隊於1981年10月9–10日在岩壁上緊急露宿、兩天艱難的攀登後，於10日中午完成高達300公尺的岩壁攀登，攀登過程登載在《野外》雜誌。1981年10月10日同一天，攀岩者俱樂部的另一攀登隊何中達、林亮光、郭建亨等三人也首次完成了玉山正北壁的技術繩隊攀登。